# Planter's Punch
Il Planter's Punch è un cocktail a base di rum. Fa parte della lista dei cocktail riconosciuta ufficialmente dall'IBA.

## Storia
L'origine di questo drink è incerta. Le prime notizie al riguardo si riscontrano in documenti britannici del 1632. Il drink, inizialmente consumato dai marinai britannici, venne diffuso negli anni successivi negli altri paesi europei. Inizialmente con il termine Planter's Punch veniva identificata una categoria di cocktails a base di succhi di frutta, angostura, spezie e curaçao, allungati con il seltz.

## Composizione

### Codificazione IBA 2020
- 4,5 cl di rum giamaicano
- 1,5 cl di succo di lime
- 3,0 cl di sciroppo di zucchero
- acqua o ghiaccio o succo fresco (solo per diluirne il sapore)

### Codificazione IBA 1987
- 6/10 di rum scuro
- 3/10 di succo di limone o lime
- 1/10 di sciroppo di granatina
- seltz

### Codificazione IBA 2011
- 4 cl di rum giamaicano[4]
- 3,5 cl di succo d'arancia
- 3,5 cl di succo d'ananas
- 2 cl di succo di limone
- 1 cl di sciroppo di granatina
- 1 cl di sciroppo di zucchero
- 3-4 gocce di bitter Angostura

## Preparazione
Versare gli ingredienti in un tumbler basso con ghiaccio, decorare con una scorza d'arancia.